# Acacia spilleriana
Acacia spilleriana är en ärtväxtart som beskrevs av J.E.Br. Acacia spilleriana ingår i släktet akacior, och familjen ärtväxter. Inga underarter finns listade i Catalogue of Life.